# 凱莉·梅菲
凱莉·梅菲（英語：Kelly Murphy，1989年10月20日—），是一名美國女子排球運動員，司職接應、主攻手。效力於日本球隊Ageo Medics。在2013年開始成為美國國家女子排球隊一員，是隊中的接應、主攻。梅菲代表美國在2016年巴西奥林匹克运动会奪得銅牌。